# Chronologie de la France sous le Second Empire
Pour un article plus général, voir Chronologie de la France.

## 1851
- 2 décembre: Coup d’État de Louis-Napoléon Bonaparte. Proclamation à l'armée et au peuple de Louis-Napoléon Bonaparte. Déploiement des troupes dans la capitale. Les députés réunis votent la déchéance du Président. Dissolution de l'assemblée.
- 3 décembre : Constitution d'un nouveau gouvernement. Mort du député Baudin sur une barricade.
- 4 décembre : écrasement de la résistance républicaine à Paris (300 morts).
- 5 décembre : Décret d'exil contre les républicains.
- 12 décembre : exil de Victor Hugo en Belgique.
- 21 - 22 décembre : Large plébiscite qui donne une très forte majorité à Louis-Napoléon Bonaparte.
- 31 décembre : Proclamation des résultats du plébiscite. Louis-Napoléon Bonaparte est président pour 10 ans[1].

## 1852
- 1er janvier 1852 : un Te Deum est célébré en la cathédrale de Notre-Dame de Paris[2].
- 11 janvier : Décret supprimant la Garde nationale sur tout le territoire.
- 14 janvier : Promulgation de la Constitution.
- 23 janvier : Confiscation des biens de la famille d'Orléans.
- 2 février : Décret confirmant le rétablissement du suffrage universel masculin (majorité électorale à 21 ans et éligibilité à 25 ans).
- 12 avril : Au Collège de France, révocation de Jules Michelet, Edgar Quinet et Adam Mickiewicz.
- 9 octobre : Discours de Bordeaux.
- 7 novembre : Sénatus-consulte proposant le rétablissement de l'Empire.
- 17 novembre : Fondation du Crédit Mobilier.
- 21 - 22 novembre : Plébiscite de l'Empire par les Français.
- 2 décembre : Proclamation du Second Empire, Louis-Napoléon Bonaparte devient Napoléon III.
- 18 décembre : Décret instaurant l'ordre de succession.

## 1853
- 29 janvier : Mariage civil de Napoléon III et d'Eugénie de Montijo aux Tuileries.
- 30 janvier : Mariage religieux de Napoléon III et d'Eugénie de Montijo en la cathédrale Notre-Dame de Paris.
- Mars : Affaires des lieux saints.
- 22 Juin 1853: Haussmann préfet de la Seine et début des grands travaux à Paris.
- 1853 - 1856 : Crises agricoles ponctuelles : manque de céréales.

## 1854
- 12 mars : La France et l'Angleterre s'engagent à défendre l'Empire ottoman.
- 27 mars : Le Royaume-Uni et la France déclarent la guerre à la Russie, pour soutenir l'Empire ottoman. Guerre de Crimée.
- 22 juin : loi qui maintient le livret ouvrier mais l'assouplit : c'est l'ouvrier qui le détient.
- Juillet à novembre : Épidémie de choléra en France.
- 4 septembre : Débarquement franco-britannique en Crimée. Victoire de l'Alma (20 septembre). Début du siège de Sébastopol.
- 24 octobre : Décret impérial du 24 octobre 1854 qui réorganise les régiments d'infanterie légère français.
- 8 décembre : le pape proclame le dogme de l'Immaculée Conception.
- 16 décembre : Faidherbe devient gouverneur général du Sénégal.

## 1855
- 28 avril : Tentative d'assassinat de Napoléon III par Giovanni Pianori au bois de Boulogne.
- 15 mai : Ouverture de l'Exposition Universelle à Paris.
- 18 - 26 août : Visite d'État en France de Sa Majesté la Reine Victoria et du prince consort Albert.
- 8 septembre : Prise de la tour Malakoff par Mac-Mahon. Courbet l'atelier du peintre.

- 10 septembre : Prise de Sébastopol et de la tour Malakov par les Franco-Britanniques. Les Russes évacuent la ville.

## 1856
- 25 février - 8 avril : Congrès et signature du Traité de Paris mettant fin à la guerre de Crimée.

- 16 mars : Naissance du prince impérial Eugène, fils de Napoléon III.
- Octobre : Début de la publication en feuilleton de Madame Bovary dans La Revue de Paris jusqu'en décembre. Alexis de Tocqueville, L'Ancien Régime et la Révolution.

## 1857
- 24 janvier : Ouverture du procès de Gustave Flaubert pour outrage aux bonnes mœurs après la publication de Madame Bovary.
- 7 février : Flaubert est acquitté.
- 29 avril ; Napoléon III dissout le Corps Législatif.

- 21 juin : Élections au Corps législatif. Victoire des candidats officiels (90 %), mais percée des républicains, malgré une campagne électorale à nouveau contrôlée par les préfets.
- 25 juin : Publication des Fleurs du mal de Charles Baudelaire.
- 20 août : Condamnation de Baudelaire censurant six poèmes des Fleurs du mal.

## 1858
- 14 janvier : Attentat d'Orsini contre Napoléon III faisant huit morts.. Il est exécuté le 13 mars.
- 19 février : Vote de la loi de sûreté générale, qui permet de condamner à la prison ou à l'exil, sans jugement, tous les récidivistes ou même les simples « suspects ».
- 20 mai : Prise sans combat des cinq forts gardant l'embouchure du Pei-ho par une escadre franco-anglaise.
- 24 juin : Création du ministère de l'Algérie et des Colonies.
- 20-21 juillet : Entrevue secrète de Plombières entre Napoléon III et Cavour, Premier ministre du Piémont.
- 1er septembre : La flotte française assiège Tourane (Da Nang, Indochine). Nadar prend la première photographie aérienne d'un ballon captif (cliché du Petit Bicêtre). Jean-François Millet, L'angelus.

## 1859
- 23 janvier : Alliance franco-sarde.
- 17 février : Les troupes françaises s'emparent de Saigon (Cochinchine).
- 5 mars : Publication de Mireille de Frédéric Mistral.
- 19 mars : Création du Faust de Charles Gounod au Théâtre Lyrique.
- avril : Début des travaux du canal de Suez.

- 3 mai : Déclaration de guerre à l'Autriche. Début de la Campagne d'Italie.
- 4 juin : Victoire de Magenta sur les Autrichiens
- 24 juin : Victoire de Solférino sur les Autrichiens.
- 11 juillet : Paix de Villafranca (Italie) entre la France, le Piémont et l'Autriche.
- 15 août : Décret d'amnistie générale des condamnés politiques. Hugo refuse de regagner la France.
- 10 novembre : Traité de Zurich avec l'Autriche mettant fin à la guerre d'Italie. Le Piémont annexe la Lombardie[3].

## 1860
- 23 janvier : Signature d'un traité de libre-échange avec le Royaume-Uni.
- 24 mars : Rattachement par référendum de la Savoie et Nice à la France (traité de Turin entre la France et le royaume de Piémont-Sardaigne).
- 15 avril : Nice vote en faveur du rattachement à la France.
- 10 septembre : Représentant, au théâtre du Gymnase, du Voyage de Monsieur Perrichon d'Eugène Labiche.
- 17-20 septembre : Voyage de Napoléon III à Alger.
- 21 septembre : Victoire franco-anglaise à Palikao contre les Chinois.
- 18 octobre : Le corps expéditionnaire franco-anglais incendie le Palais d'été de l'Empereur de Chine.
- 25 octobre : Traité de Pékin ouvrant à la France et l'Angleterre de nouveaux ports en Chine.
- 18 novembre : Prise de Tourane au Tonkin par l'armée française.
- 24 novembre : Décret donnant au Corps législatif et au Sénat le droit d'adresse (réponse des Chambres au discours annuel du Trône).

## 1862
- Expédition du Mexique (1861-1867), franco-hispano-britannique, pour défendre leurs intérêts économiques. La France poursuit seule la lutte (échec devant Puebla en mai 1862).

## 1863
- 31 mai : Élections au Corps législatif, progrès de l'opposition.
- 7 juin : Les Français s'emparent de Mexico.

## 1864
- 11 janvier : Discours d'Adolphe Thiers sur les « Libertés nécessaires ». Opposition parlementaire, fondation du « tiers parti ».
- 17 février : Publication du « Manifeste des Soixante » rédigé par Tolain.
- 25 mai : Loi autorisant la coalition des ouvriers et accordant le droit de grève.
- 12 juin : Arrivée de Maximilien de Habsbourg, frère de l'empereur d'Autriche, au Mexique; il est proclamé empereur.

## 1865
- Octobre : Entrevue de Biarritz entre Napoléon III et Bismarck.

## 1867
- 19 janvier : Napoléon III annonce des réformes libérales. Rétablissement du droit d'interpellation (demande d'explication adressée à un ministre par un membre du Parlement).
- Février : Expédition du Mexique (1861-1867), évacuation des troupes françaises. Maximilien est exécuté le 19 juin.
- 14 mars : Sénatus-consulte accroissant les pouvoirs du Sénat.
- Novembre : Expédition militaire française à Rome pour protéger le pape Pie IX des « mille de Garibaldi ».

## 1868
- 14 janvier : Loi Niel sur la réorganisation de l'armée pour augmenter les effectifs.
- 20 mars : dissolution de la section française de l'Internationale
- 11 mai : Loi libérale sur la presse, supprimant l'autorisation préalable et les avertissements.
- 6 juin : Loi de réunions publiques, autorisées pour discuter de questions industrielles, agricoles ou littéraires.

## 1869
- 24 mai : Élections au Corps législatif (programme de Belleville de Gambetta), forts progrès de l'opposition.
- 8 septembre : Sénatus-consulte donnant des pouvoirs accrus au Corps législatif qui pourra déposer des projets de loi.
- 16 novembre : Inauguration du canal de Suez par l'impératrice Eugènie.

## 1870
- 2 janvier : Formation du ministère Ollivier, partisan des réformes libérales.
- 20 avril : Sénatus-consulte modifiant le régime dans un sens parlementaire.
- 8 mai : Plébiscite approuvant les réformes libérales.
- 13 juillet : Dépêche d'Ems, envoyée par Bismarck, Premier ministre prussien, à Napoléon III, pour inciter la France à déclarer la guerre, et faire ainsi jouer l'alliance défensive qui lie les États allemands du Sud à ceux du Nord.
- 19 juillet : La France déclare la guerre à la Prusse.
- Août : Défaites françaises face aux Prussiens à Wissembourg, Forbach-Spicheren et Frœschwiller-Wœrth.
- 2 septembre : Napoléon III, encerclé à Sedan, capitule.
- 4 septembre : L'Assemblée proclame la déchéance de Napoléon III et l'établissement de la République. Formation d'un gouvernement provisoire.